# Zingiberaceae
Zingiberaceae је фамилија монокотиледоних скривеносеменица из реда Zingiberales. Обухвата између 46 и 52 рода са мање од 1300 врста. Статус фамилије присутан је у већини класификационих система скривеносеменица.
Врсте ове фамилије насељавају тропске и суптропске копнене пределе, а највећи диверзитет имају у области југоисточне Азије. Неке од врста се користе у исхрани људи као зачинске биљке (ђумбир, куркума, кардамон), поједине као украсне, док су неке врсте из потфамилије Alpinioideae добри модел-организми за проучавање флексистилије.

## Класификација фамилије[3]
Фамилија се дели у четири монофилетске потфамилије — Alpinioideae, Siphonochiloideae, Tamijioideae и Zingiberoideae. Потфамилије Siphonochiloideae и Tamijioideae обухватају само по један род.
| - потфамилија - трибус -{Alpinieae - Aframomum - Alpinia - Amomum - Aulotandra - Cyphostigma - Elettaria}- — кардамом - -{Elettariopsis - Etlingera - Geocharis - Geostachys - Hornstedtia - Leptosolena - Paramomum - Plagiostachys - Renealmia - Siliquamomum (Incertae Sedis) - Vanoverberghia}- - трибус -{Riedelieae - Burbidgea - Pleuranthodium - Riedelia - Siamanthus}- - потфамилија - трибус -{Siphonochileae - Siphonochilus}- - потфамилија - трибус -{Tamijieae - Tamijia}- | - потфамилија - трибус -{Zingibereae - Boesenbergia - Camptandra - Caulokaempferia (Incertae Sedis) - Cautleya - Cornukaempferia - Curcuma — куркума - Curcumorpha - Distichochlamys - Haniffia - Haplochorema - Hedychium - Hitchenia - Kaempferia - Laosanthus - Nanochilus - Paracautleya - Parakaempferia - Pommereschea - Pyrgophyllum - Rhynchanthus - Roscoea - Scaphochlamys - Smithatris - Stadiochilus - Stahlianthus - Zingiber}- — ђумбир - трибус -{Globbeae - Gagnepainia - Globba - Hemiorchis}- |